# Ariane Mnouchkine
Ariane Mnouchkine (Boulogne-Billancourt, 3 de março de 1939) é diretora de teatro e cinema francesa, de renome mundial, fundadora do Théâtre du Soleil em Paris (1964), coletivo teatral que se instala na Cartoucherie de Vincennes em 1970. Uma diretora ligada principalmente ao teatro de vanguarda, sua vitoriosa trajetória representa um marco na entrada da mulher num âmbito majoritariamente masculino.
Sua produções no Théâtre du Soleil são frequentemente encenadas em espaços diferentes como ginásios, celeiros, porque Mnouchkine não gosta de estar confinada a palcos tradicionais ou ao palco italiano. Geralmente seus atores vestem o figurino ou colocam sua maquiagem em frente aos olhos do público. Seu trabalho de produção teatral  tem como metodologia o processo colaborativo, que procura construir o espetáculo como resultado da interferência de todos os membros da companhia. Para ela o diretor teatral já alcançou um grande poder na cena e o objetivo de sua companhia é alcançar um outro patamar, criando uma forma de teatro onde será possível a todos colaborarem sem serem diretores, técnicos, etc.. Ela incorpora múltiplos estilos de teatro em seu trabalho, desde a commedia dell'arte a rituais asiáticos.

## Cronologia
- 1939 - Nasceu na França a 3 de março. Filha de mãe inglesa e pai francês-russo produtor de cinema. Foi educada em Oxford e na Sorbonne.
- 1961- Dirigiu Gengis Khan para a Associação Teatral dos Estudantes de Paris (ATEP), embrião do Théâtre du Soleil.
- 1961 a 1963- Viaja para o Oriente recebendo influências do Teatro asiático.
- 1963 - Volta a Paris, reúne novamente a ATEP, fundando ao Théâtre du Soleil.

## Produções teatrais
- 1964 - Os Pequenos Burgueses de Máximo Gorki, criação coletiva feita a partir da adaptação de Arthur Adamov.
- 1965 - Le Capitaine Fracasse de Théophille Gautier, criação coletiva.
- 1967 - A Cozinha de Arnold Wesker, num circo abandonado, este foi seu primeiro sucesso.
- 1968 - Sonhos de uma Noite de Verão de Shakespeare.
- 1969 - Les Clowns (Os Palhaços).
- 1970 - 1789, peça marcante na história do moderno teatro francês.
- 1972 - 1793.
- 1975 - A Idade do Ouro.
- 1979 - Mephisto.
- 1981 - Les Shakespeare, estudo sobre a biomecânica de Meyerhold e do cinema japonês, baseada em Ricardo II e Henrique IV de Shakespeare.
- 1982 - Twefth Night, também de Shakespeare com figurino em estilo indiano.
- 1984 - Henry IV, parte 1, também com iconografia japonesa.
- 1985 - A Terrível e Inacabada História de Norodom Sihanounk, Rei do Camboja, com oito horas de duração.
- 1989 - A Indiada ou A Índia dos seus Sonhos.
- 1990 a 1992 - Lês Atrides adaptação de Iphigenia in Aulis de Eurípedes e das Orestiadas de Ésquilo (1990-93)
- 1995 - Tartufo de Molière.
- 2003 - Le Dernier Caravansérail
- 2006 - Les Ephémères - Os Efêmeros, apresentada no Brasil, no festival de teatro Porto Alegre em Cena e na cidade de São Paulo, em 2007.
- 2010 - Os Náufragos da Louca Esperança (Aurora), apresentada no Brasil, nas cidades de Canoas, Rio de Janeiro e São Paulo, em 2011.

## Diretora de cinema
Seu filme 1789 deu a ela projeção internacional, sobre a encenação teatral, tem como tema a Revolução Francesa.  Em 1978 ela escreveu e dirigiu Molière, uma biografia de  o famoso dramaturgo francês pelo qual ela recebeu uma indicação ao Oscar. Ela também colaborou com Hélène Cixous em duas filmagens feitas para televisão La Nuit miraculeuse e Tambours sur la digue, em 1989 e 2003 respectivamente. Ela também participou de L'Homme de Rio (O homem do Rio), em 1964.